# Софо Нижарадзе
Софо Нижарадзе (груз. სოფო ნიჟარაძე) грузијска је певачица, рођена 6. фебруара 1986, у Тбилисију.
Године 2010. представљала је Грузију на Песми Евровизије.